# Staatenverbund
Staatenverbund — неологізм для системи багаторівневого управління, у якій держави співпрацюють більш тісно, ніж у конфедерації, але, на відміну від федеральної держави, зберігають власний державний суверенітет. Це поняття використовується в Німеччині для опису Європейської Унії, але воно не має прямого еквівалента в інших мовах. У німецькій юриспруденції Staatenverbund є наддержавною установою, яка може здійснювати суверенні дії (нормативно-правові акти, монетарна політика тощо), але не може самостійно визначати сфери, де вона може здійснювати ці повноваження без держав-членів.

## Термін
Це поняття вперше було використано в 1992 році німецьким юристом Паулем Кірхгофом, хоча його початкове значення не було юридичним. Цей термін утвердився в судовій практиці Федерального конституційного суду Німеччини з його рішенням щодо Маастрихтського договору від 1993 року.

## Тлумачення як юридичний термін
Згодом це поняття було прийнято в юриспруденції та політичних науках  —  як правило, без будь-якого реального усвідомлення його початкового значення — і тлумачилося як центральне положення між конфедерацією та федеральною формою правління.
У рішенні Конституційного суду Німеччини щодо Лісабонської угоди в червні 2009 року поняття Staatenverbund було визначено в більш правових рамках. Таким чином, стаття 23 Основного закону Німеччини уповноважує Федеративну Республіку Німеччина брати участь у розбудові та розвитку Європейської Унії, створеного як федерація. Ця концепція передбачає тісні та довгострокові відносини між суверенними державами. На основі договорів Європейської Унії, наддержавність фактично здійснює державну владу, а його основні рамки доступні лише державам-членам та їхнім народам, і, отже, демократична легітимність може бути досягнута лише через громадян держав-членів.
Таким чином, Staatenverbund є наддержавною установою, яка може здійснювати суверенні дії, але не може самостійно визначати сфери, де вона може здійснювати ці повноваження. У Європейській Унії це відображається в принципі передачі [повноважень державами-членами], згідно з яким інституції Європейської Унії не можуть видавати стандарти, якщо їм це не дозволено установчими договорами ЄУ.

## Зауваження
1. ↑  Німецький термін не має еквівалента в будь-якій іншій мові, хоча його можна частково перекласти як «конфедерація держав».